# استخلاف

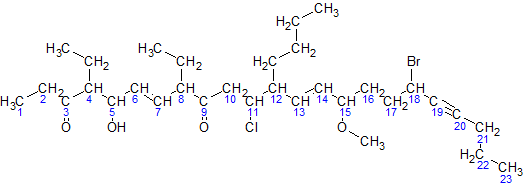
نمایی از یک نوع استخلاف در شیمی آلی

استخلاف واژه‌ای است در شیمی آلی و زیست‌شیمی که به کلیه اتم‌ها یا گروه‌هایی که با اتم هیدروژن در یک ترکیب آلی جایگزین می‌شوند، گفته می‌شود. واژه‌هایی مانند شاخه فرعی، جانشین و زنجیر جانبی، واژگان معادل یک استخلاف هستند. همچنین واکنش‌هایی که منجر به جانشین شدن یک استخلاف جدید در ترکیب می‌شود را واکنش‌های استخلاف گویند.